# 向思多
向思多，隋朝西南蛮族起事首领，黔安（今四川彭水县）人。
隋炀帝大业四年（608年），黔安当地百姓不堪官府压迫，在向思多率领下，各族起事反隋。向思多杀死隋朝将军鹿愿，围攻太守蕭造，被行军总管周法尚、将军李景、裴仁基分路镇压，败于清江，被官军斩首三千级。